# Toquí de les Bermudes
El toquí de les Bermudes (Pipilo naufragus) és un ocell extint de la família dels passerèl·lids (Passerellidae), descrit recentment arran la troballa de subfòssils.

## Història
Un antic informe de viatge de William Strachey que va naufragar a les Bermudes entre 1609 i 1610 podria referir-se a aquesta espècie. Va escriure el 1625:
“Pardals grossos i grassos com un sit, més gros que el nostre”.
Es desconeix la causa exacta de l'extinció, però definitivament es va extingir poc després de l'arribada humana a les Bermudes a principis del 1600. Es creu que el declivi es va accelerar per la depredació d'espècies invasores.

## Taxonomia
Era un membre important del gènere i molt relacionat amb el toquí emmantellat. La descripció científica va ser l'any 2012, a partir de restes del Plistocè i Holocè procedents de dipòsits de coves del Quaternari. Es coneixen 38 ossos d'almenys cinc individus.